# Trîbokivți, Jîdaciv
Trîbokivți (în ucraineană Трибоківці) este un sat în comuna Bakivți din raionul Jîdaciv, regiunea Liov, Ucraina.

## Demografie
Componența lingvistică a localității Trîbokivți
     Ucraineană (100%)
Conform recensământului din 2001, toată populația localității Trîbokivți era vorbitoare de ucraineană (100%).